# Walter Schnee
Walter Schnee (Rawicz, 8 de agosto de 1885 — Leipzig, 10 de junho de 1958) foi um matemático alemão.